# Убинский район
У́бинский райо́н — административно-территориальная единица (район) и муниципальное образование (муниципальный район) в Новосибирской области России.
Административный центр — село Убинское.

## География
Район расположен на юге Западно-Сибирской равнины на северо-западе Новосибирской области, в 220 км к западу от Новосибирска.
Граничит с Северным, Куйбышевским, Барабинским, Здвинским, Доволенским, Каргатским, Чулымским и Колыванским районами Новосибирской области, а также Томской областью.
Территория района по данным на 2008 год — 1376 тыс. га, в том числе сельхозугодия — 326,1 тыс. га (23,7 % всей площади), 31 % территории занято лесами, кустарниками, 42 % заболочено.
Убинский район раскинулся на стыке двух природных областей юга Западной Сибири. Северную часть занимают таёжные леса и болота Васюганской равнины, а южную — благодатная Барабинская низменность, что представлена лесостепью.
Рельеф территории Убинского района в целом равнинный. Его разнообразят лишь вытянутые повышения — гривы. Южная часть района имеет лучшие характеристики рельефа для ведения сельского хозяйства и строительства, чем северная. Лесостепь — наиболее типичный ландшафт. Она представляет собой открытые степные или луговые пространства, чередующиеся с островками берёзово-осинового леса — колками. Часто колки образуются в понижениях рельефа.
Характерная особенность района — большое количество озёр, что заполняют низины и впадины. Крупнейшее из них Убинское на границе с Каргатским районом. Это второе по площади озеро Новосибирской области, при этом — крупнейшее из пресных. Площадь около 440 км² длина 37 км и ширина 17 км. Глубина небольшая, в среднем 1,5-2 м, что ведёт к частым заморам рыбы. Неглубокое и окружённое топкими берегами, оно было первым сибирским озером, где акклиматизировали леща. В озере было 18 видов рыб, но из-за значительного обмеления остались лишь карась и гольян.

## Климат
Климат района резко континентальный, с холодной зимой и сравнительно жарким летом. Характерны резкие колебания температуры и осадков.
Средняя температура января −19 °C, средняя температура июля +19 °C. Абсолютный минимум температуры −49 °C, абсолютный максимум +37 °C.
Среднегодовая норма осадков 350 мм в южной и центральной части района и 430 мм в северной и северо-восточной части. Осадки в летний период представлены в виде кратковременных ливневых дождей.
Продолжительность периода со снежным покровом — 175 дней. Средняя максимальная высота снежного покрова — 40 см. Промерзание почвы сравнительно неглубокое, максимальное 144 см.

## История
Район образован в 1925 году в составе Барабинского округа Сибирского края. В 1930 году Сибирский край был разделён на западную и восточную части, и район оказался в составе Западно-Сибирского края.
В 1937 году район был включён в состав новообразованной Новосибирской области.
На фронт Великой Отечественной войны ушли 7755 жителей района. Из них: вернулись домой — 3609 человек, 3627 — пали в боях и пропали без вести, 402 — скончались от ран, 17 — погибли в плену.

## Достопримечательности[5]

### Природные достопримечательности
- Убинский район находится сразу в 4 природных зонах — от степи до глухой тайги;
- Васюганские болота с уникальной флорой и фауной;
- Сенчинское болото с реликтовой липовой рощей;
- Белый рям, устеленный белыми сфагновыми мхами;
- Озеро Убинское;
- Памятник природы «Убинский приозерный комплекс»;
- Памятник природы «Убинский озерно-болотный ландшафт»;
- Успенский биологический заказник (площадь 86,29 тысяч га).

### Историко-культурное наследие
- Стелла «Географический центр Новосибирской области»;
- Храм преподобного Сергия Радонежского;
- Заречно-Убинский могильник, состоящий из 160 курганов VI—XVIII веков;

- Комплекс дореволюционных построек железнодорожной станции:
  - водонапорная башня;
  - здание вокзала;
  - дом машиниста;
- Памятник десантникам Убинского района;
- Площадь имени 50-летия Октября;
- Памятник «В память борцам, павшим за власть советов» (с. Убинское);
- Монумент Славы;
- Краеведческий музей;
- Районный дом культуры;
- На территории района установлены 16 памятников и обелисков в память о земляках, сражавшихся на полях Великой Отечественной войны.

## Население
| 2002    | 2009    | 2010    | 2011    | 2012    | 2013    | 2014    |
| ------- | ------- | ------- | ------- | ------- | ------- | ------- |
| 19 300  | ↘17 505 | ↘17 300 | ↘16 208 | ↘15 843 | ↘15 555 | ↘15 270 |
| 2015    | 2016    | 2017    | 2018    | 2019    | 2020    | 2021    |
| ↘15 094 | ↘14 907 | ↘14 696 | ↘14 509 | ↘14 339 | ↘14 095 | ↘11 770 |

## Муниципально-территориальное устройство
В муниципальный район входят 16 муниципальных образований со статусом сельских поселений.
| №  | Сельские поселения       | Административный центр  | Количество населённых пунктов | Население (чел.) | Площадь (км²) |
| -- | ------------------------ | ----------------------- | ----------------------------- | ---------------- | ------------- |
| 1  | Борисоглебский сельсовет | село Борисоглебка       | 3                             | ↘461             | 190,91        |
| 2  | Владимировский сельсовет | село Владимировское     | 4                             | ↘364             | 361,84        |
| 3  | Гандичевский сельсовет   | село Новогандичево      | 3                             | ↘381             | 308,04        |
| 4  | Ермолаевский сельсовет   | село Ермолаевка         | 3                             | ↘383             | 269,26        |
| 5  | Кожурлинский сельсовет   | село Кожурла            | 2                             | ↘1034            | 362,46        |
| 6  | Колмаковский сельсовет   | село Новосёлово         | 3                             | ↘377             | 228,25        |
| 7  | Крещенский сельсовет     | село Крещенское         | 2                             | ↘270             | 8347,16       |
| 8  | Круглоозерный сельсовет  | село Круглоозёрное      | 3                             | ↘914             | 492,94        |
| 9  | Кундранский сельсовет    | село Кундран            | 1                             | ↘453             | 320,35        |
| 10 | Невский сельсовет        | село Александро-Невское | 4                             | ↘581             | 457,31        |
| 11 | Новодубровский сельсовет | село Новодубровское     | 1                             | →113             | 397,48        |
| 12 | Орловский сельсовет      | село Орловское          | 3                             | ↘254             | 339,18        |
| 13 | Пешковский сельсовет     | деревня Пешково         | 3                             | ↘242             | 399,66        |
| 14 | Раисинский сельсовет     | село Раисино            | 4                             | ↘2555            | 506,03        |
| 15 | Убинский сельсовет       | село Убинское           | 2                             | ↘5082            | 490,78        |
| 16 | Черномысинский сельсовет | село Чёрный Мыс         | 2                             | ↘287             | 397,72        |

## Населённые пункты
В Убинском районе 43 населённых пункта.
| №  | Населённый пункт   | Тип                     | Население | Муниципальное образование |
| -- | ------------------ | ----------------------- | --------- | ------------------------- |
| 1  | Александро-Невское | село                    | ↘429      | Невский сельсовет         |
| 2  | Асенкритово        | деревня                 | ↘234      | Раисинский сельсовет      |
| 3  | Ачеканка           | деревня                 | ↘24       | Орловский сельсовет       |
| 4  | Белолебяжий        | посёлок                 | ↘51       | Гандичевский сельсовет    |
| 5  | Белоозёрный        | посёлок                 | ↘109      | Невский сельсовет         |
| 6  | Борисоглебка       | село                    | ↘372      | Борисоглебский сельсовет  |
| 7  | Владимировское     | село                    | ↘359      | Владимировский сельсовет  |
| 8  | Гандичи            | деревня                 | ↘98       | Круглоозерный сельсовет   |
| 9  | Ермолаевка         | село                    | ↘267      | Ермолаевский сельсовет    |
| 10 | Жданковский        | посёлок                 | ↘47       | Кожурлинский сельсовет    |
| 11 | Заречноубинская    | деревня                 | ↘8        | Черномысинский сельсовет  |
| 12 | Каменка            | деревня                 | ↘158      | Раисинский сельсовет      |
| 13 | Кирилловка         | деревня                 | ↗144      | Круглоозерный сельсовет   |
| 14 | Клубничная         | железнодорожная станция | ↘106      | Борисоглебский сельсовет  |
| 15 | Клубничный         | посёлок                 | ↘87       | Колмаковский сельсовет    |
| 16 | Кожурла            | село                    | ↘1218     | Кожурлинский сельсовет    |
| 17 | Колмаково          | село                    | ↘83       | Колмаковский сельсовет    |
| 18 | Крещенский         | посёлок                 | ↘67       | Убинский сельсовет        |
| 19 | Крещенское         | село                    | ↘301      | Крещенский сельсовет      |
| 20 | Круглоозёрное      | село                    | ↘829      | Круглоозерный сельсовет   |
| 21 | Ксеньевка          | деревня                 | ↘49       | Владимировский сельсовет  |
| 22 | Кундран            | село                    | ↘453      | Кундранский сельсовет     |
| 23 | Лебединка          | деревня                 | ↘36       | Пешковский сельсовет      |
| 24 | Лисьи Норки        | деревня                 | ↘20       | Крещенский сельсовет      |
| 25 | Московка           | посёлок                 | ↘97       | Ермолаевский сельсовет    |
| 26 | Николаевка 2-я     | посёлок                 | ↘141      | Невский сельсовет         |
| 27 | Новая Качемка      | посёлок                 | ↘70       | Владимировский сельсовет  |
| 28 | Новобородино       | деревня                 | ↘9        | Орловский сельсовет       |
| 29 | Новогандичево      | село                    | ↘298      | Гандичевский сельсовет    |
| 30 | Новодубровское     | село                    | →113      | Новодубровский сельсовет  |
| 31 | Новосёлово         | село                    | ↘352      | Колмаковский сельсовет    |
| 32 | Новый Карапуз      | посёлок                 | ↘53       | Невский сельсовет         |
| 33 | Орловка            | посёлок                 | ↘92       | Ермолаевский сельсовет    |
| 34 | Орловское          | село                    | ↘182      | Орловский сельсовет       |
| 35 | Пешково            | деревня                 | ↘207      | Пешковский сельсовет      |
| 36 | Подлесный          | посёлок                 | ↘108      | Борисоглебский сельсовет  |
| 37 | Раисино            | село                    | ↗2240     | Раисинский сельсовет      |
| 38 | Ревунка            | деревня                 | ↘42       | Пешковский сельсовет      |
| 39 | Суходолье          | посёлок                 | ↘148      | Гандичевский сельсовет    |
| 40 | Убинское           | село                    | ↘5047     | Убинский сельсовет        |
| 41 | Херсонка           | деревня                 | ↘114      | Раисинский сельсовет      |
| 42 | Чёрный Мыс         | село                    | ↘370      | Черномысинский сельсовет  |
| 43 | Шушковский         | посёлок                 | ↘15       | Владимировский сельсовет  |

9 февраля 2005 года были упразднены деревни Светлая Грива и Голубовка.
2 декабря 2010 года были упразднены поселки Блиновский и Новоягодный.
5 июня 2013 года был упразднен населённый пункт Остановочная Платформа 3108 км.

## Экономика
Сельское хозяйство — основная отрасль района, которое в валовом объёме производства продукции и услуг району занимает более 45 %. В районе действуют 12 сельскохозяйственных предприятий, 5 фермерских хозяйств. Сельскохозяйственным производством занято 2780 человек — это 15 % населения.

## Транспорт
Через район проходит автодорога федерального значения М51 «Байкал» и участок Транссибирской железнодорожной магистрали «Новосибирск—Татарская». Протяжённость автомобильных дорог — 335,7 км, из них с твёрдым покрытием — 233,4 км.

## Выдающиеся жители[26]
- Соловьёв Геннадий Васильевич — писатель, в прошлом — директор Владимировской средней общеобразовательной школы;
- Плетнёва Тамара Васильевна — депутат Государственной думы, обучалась в Новодубровской восьмилетней школе с 1955 по 1963 гг.

Герои Советского Союза:
- Константинов Лаврентий Сергеевич;
- Андреев Алексей Дмитриевич;
- Писарев Георгий Иванович;
- Евстигнеев, Иван Степанович.

Заслуженные учителя Российской Федерации:
- Даурцева Феофана Федоровна, Жданковская начальная школа;
- Сафронова Татьяна Федоровна, учитель начальных классов Убинской СОШ № 1;
- Куц Михаил Петрович, учитель физической культуры Убинской СОШ № 1;
- Полянкина Галина Ивановна, директор Новогандичевской СОШ.